# Ayumi Hamasaki/Diskografie
Diese Diskografie ist eine Übersicht über die musikalischen Werke der japanischen Sängerin Ayumi Hamasaki. Den Schallplattenauszeichnungen zufolge hat sie bisher mehr als 65,7 Millionen Tonträger verkauft. Ihre erfolgreichste Veröffentlichung ist die Kompilation A Best mit über 4,3 Millionen verkauften Einheiten.

## Alben

### Studioalben
| Jahr | Titel                | Höchstplatzierung, Gesamtwochen, AuszeichnungChartsChartplatzierungen (Jahr, Titel, Platzierungen, Wochen, Auszeichnungen, Anmerkungen) | Anmerkungen                                                       |
| Jahr | Titel                | JP | Anmerkungen                                                       |
| ---- | -------------------- | --- | ----------------------------------------------------------------- |
| 1999 | A Song for ××        | JP1 ×3Dreifachplatin · (62 Wo.)JP | Erstveröffentlichung: 1. Januar 1999 Verkäufe JP: + 1.451.910     |
| 1999 | Loveppears           | JP1 ×2Doppeldiamant · (64 Wo.)JP | Erstveröffentlichung: 10. November 1999 Verkäufe JP: + 2.562.130  |
| 2000 | Duty                 | JP1 ×3Dreifachdiamant · (27 Wo.)JP | Erstveröffentlichung: 27. September 2000 Verkäufe JP: + 3.000.000 |
| 2002 | I Am…                | JP1 ×3Dreifachdiamant · (27 Wo.)JP | Erstveröffentlichung: 1. Januar 2002 Verkäufe JP: + 3.000.000     |
| 2002 | Rainbow              | JP1 ×2Doppeldiamant · (22 Wo.)JP | Erstveröffentlichung: 18. Dezember 2002 Verkäufe JP: + 2.000.000  |
| 2004 | My Story             | JP1 Diamant · (43 Wo.)JP | Erstveröffentlichung: 15. Dezember 2004 Verkäufe JP: + 1.132.444  |
| 2006 | (Miss)understood     | JP1 Diamant · (32 Wo.)JP | Erstveröffentlichung: 1. Januar 2006 Verkäufe JP: + 1.000.000     |
| 2006 | Secret               | JP1 ×3Dreifachplatin · (18 Wo.)JP | Erstveröffentlichung: 29. November 2006 Verkäufe JP: + 750.000    |
| 2008 | Guilty               | JP2 ×2Doppelplatin · (17 Wo.)JP | Erstveröffentlichung: 1. Januar 2008 Verkäufe JP: + 568.288       |
| 2009 | Next Level           | JP1 ×2Doppelplatin · (30 Wo.)JP | Erstveröffentlichung: 25. März 2009 Verkäufe JP: + 500.000        |
| 2010 | Rock ’n’ Roll Circus | JP1 Platin · (21 Wo.)JP | Erstveröffentlichung: 14. April 2010 Verkäufe JP: + 318.454       |
| 2010 | Love Songs           | JP1 Platin · (20 Wo.)JP | Erstveröffentlichung: 22. Dezember 2010 Verkäufe JP: + 272.653    |
| 2012 | Party Queen          | JP2 Gold · (22 Wo.)JP | Erstveröffentlichung: 21. März 2012 Verkäufe JP: + 148.290        |
| 2013 | Love Again           | JP1 Gold · (15 Wo.)JP | Erstveröffentlichung: 8. Februar 2013 Verkäufe JP: + 100.000      |
| 2014 | Colours              | JP5 (10 Wo.)JP | Erstveröffentlichung: 2. Juli 2014 Verkäufe JP: + 53.406          |
| 2015 | A One                | JP4 (17 Wo.)JP | Erstveröffentlichung: 8. April 2015 Verkäufe JP: + 52.816         |
| 2016 | M(a)de in Japan      | JP2 (10 Wo.)JP | Erstveröffentlichung: 29. Juni 2016 Verkäufe JP: + 40.092         |
| 2023 | Remember You         | JP6 (11 Wo.)JP | Erstveröffentlichung: 25. Januar 2023                             |

### Livealben
| Jahr | Titel                                                                   | Höchstplatzierung, Gesamtwochen, AuszeichnungChartsChartplatzierungen (Jahr, Titel, Platzierungen, Wochen, Auszeichnungen, Anmerkungen) | Anmerkungen                                                    |
| Jahr | Titel                                                                   | JP | Anmerkungen                                                    |
| ---- | ----------------------------------------------------------------------- | --- | -------------------------------------------------------------- |
| 2012 | Power of Music 2011 A                                                   | — | Erstveröffentlichung: 28. März 2012                            |
| 2013 | Ayumi Hamasaki 15th Anniversary Tour: A Best Live                       | JP7 (7 Wo.)JP | Erstveröffentlichung: 18. September 2013 Verkäufe JP: + 20.467 |
| 2014 | Ayumi Hamasaki Countdown Live 2013–2014 A ~setlist original ver. vol.1~ | — | Erstveröffentlichung: 12. März 2014                            |
| 2014 | Ayumi Hamasaki Countdown Live 2013–2014 A ~setlist original ver. vol.2~ | — | Erstveröffentlichung: 12. März 2014                            |
| 2019 | Ayumi Hamasaki Live Tour -Trouble- 2018–2019 A Set List                 | — | Erstveröffentlichung: 25. Februar 2019                         |
| 2019 | Ayumi Hamasaki 21st anniversary -Power of A^3- Set List                 | — | Erstveröffentlichung: 26. April 2019                           |
| 2019 | Ayumi Hamasaki Trouble Tour 2019–2020 A -misunderstood-                 | — | Erstveröffentlichung: 11. September 2019                       |
| 2021 | Ayumi Hamasaki Music for Life -return-                                  | — | Erstveröffentlichung: 8. September 2021                        |

### Kompilationen
| Jahr | Titel                                          | Höchstplatzierung, Gesamtwochen, AuszeichnungChartsChartplatzierungen (Jahr, Titel, Platzierungen, Wochen, Auszeichnungen, Anmerkungen) | Anmerkungen                                                     |
| Jahr | Titel                                          | JP | Anmerkungen                                                     |
| ---- | ---------------------------------------------- | --- | --------------------------------------------------------------- |
| 2001 | A Best                                         | JP1 ×4Vierfachdiamant · (51 Wo.)JP | Erstveröffentlichung: 28. März 2001 Verkäufe JP: + 4.301.353    |
| 2003 | A Ballads                                      | JP1 ×4Vierfachplatin · (39 Wo.)JP | Erstveröffentlichung: 12. März 2003 Verkäufe JP: + 1.000.000    |
| 2007 | A Best 2: White                                | JP1 ×3Dreifachplatin · (37 Wo.)JP | Erstveröffentlichung: 28. Februar 2007 Verkäufe JP: + 750.000   |
| 2007 | A Best 2: Black                                | JP2 ×3Dreifachplatin · (36 Wo.)JP | Erstveröffentlichung: 28. Februar 2007 Verkäufe JP: + 750.000   |
| 2008 | A Complete: All Singles                        | JP1 ×3Dreifachplatin + Gold (Digital) · (55 Wo.)JP                                                                                      | Erstveröffentlichung: 10. September 2008 Verkäufe JP: + 854.132 |
| 2012 | A Summer Best                                  | JP2 Gold · (14 Wo.)JP | Erstveröffentlichung: 8. August 2012 Verkäufe JP: + 139.567     |
| 2013 | mu-mo Gentei Hamasaki Ayumi 2013 Summer Best 3 | — | Erstveröffentlichung: 30. September 2013                        |
| 2013 | mu-mo Gentei Hamasaki Ayumi 2013 Summer Best 6 | — | Erstveröffentlichung: 30. September 2013                        |
| 2014 | Winter Ballad Selection                        | — | Erstveröffentlichung: 26. November 2014                         |
| 2015 | A Theme Songs: Drama Edition                   | — | Erstveröffentlichung: 18. März 2015                             |
| 2019 | Rainy Season Selection                         | — | Erstveröffentlichung: 19. Juni 2019                             |
| 2019 | Anime & Game Selection                         | — | Erstveröffentlichung: 21. August 2019                           |
| 2021 | A Ballads 2                                    | JP3 (10 Wo.)JP | Erstveröffentlichung: 12. März 2021 Verkäufe JP: + 16.167       |

### Remixalben

#### Remix-Alben
| Jahr | Titel                                                 | Höchstplatzierung, Gesamtwochen, AuszeichnungChartsChartplatzierungen (Jahr, Titel, Platzierungen, Wochen, Auszeichnungen, Anmerkungen) | Anmerkungen                                                                                                 |
| Jahr | Titel                                                 | JP | Anmerkungen                                                                                                 |
| ---- | ----------------------------------------------------- | --- | --- |
| 1999 | Ayu-mi-x                                              | JP4 Platin · (28 Wo.)JP | Erstveröffentlichung: 17. März 1999 Verkäufe JP: + 396.800 Club Remix / Acoustic Orchestra                  |
| 1999 | Ayu-mi-x Box Set                                      | — | Erstveröffentlichung: 11. August 1999 Boxset                                                                |
| 2000 | Super Eurobeat Presents Ayu-ro Mix                    | JP2 Platin · (31 Wo.)JP | Erstveröffentlichung: 16. Februar 2000 Verkäufe JP: + 649.650 Super Eurobeat                                |
| 2000 | Ayu-mi-x II Version JPN                               | JP6 Gold · (7 Wo.)JP | Erstveröffentlichung: 8. März 2000 Verkäufe JP: + 170.990 Japan Version                                     |
| 2000 | Ayu-mi-x II Version US+EU                             | JP2 Gold · (9 Wo.)JP | Erstveröffentlichung: 8. März 2000 Verkäufe JP: + 230.030 Übersee Version                                   |
| 2000 | Ayu-mi-x II Version Acoustic Orchestra                | JP3 Gold · (9 Wo.)JP | Erstveröffentlichung: 8. März 2000 Verkäufe JP: + 200.750 Acoustic Orchestra Version                        |
| 2000 | Ayu-mi-x II Version Non-Stop Mega Mix                 | JP6 Platin · (21 Wo.)JP | Erstveröffentlichung: 29. März 2000 Verkäufe JP: + 515.410 Non-Stop Mega Mix                                |
| 2001 | Ayu-mi-x III Non-Stop Mega Mix Version                | JP4 Platin · (8 Wo.)JP | Erstveröffentlichung: 28. Februar 2001 Verkäufe JP: + 314.040 Non-Stop Mega Mix                             |
| 2001 | Ayu-mi-x III Acoustic Orchestra Version               | JP3 Gold · (9 Wo.)JP | Erstveröffentlichung: 28. Februar 2001 Verkäufe JP: + 183.760 Acoustic Orchestra Version                    |
| 2001 | Super Eurobeat Presents Ayu-ro Mix 2                  | JP1 Platin · (11 Wo.)JP | Erstveröffentlichung: 27. September 2001 Verkäufe JP: + 435.760 Super Eurobeat                              |
| 2001 | Cyber Trance Presents Ayu Trance                      | JP3 Platin · (9 Wo.)JP | Erstveröffentlichung: 27. September 2001 Verkäufe JP: + 391.720 Cyber Trance                                |
| 2002 | Ayu-mi-x 4 + Selection Non-Stop Mega Mix Version      | JP4 Gold · (9 Wo.)JP | Erstveröffentlichung: 20. März 2002 Verkäufe JP: + 152.250 Non-Stop Mega Mix Version                        |
| 2002 | Ayu-mi-x 4 + Selection Acoustic Orchestra Version     | JP9 Gold · (7 Wo.)JP | Erstveröffentlichung: 20. März 2002 Verkäufe JP: + 96.160 Acoustic Orchestra Version                        |
| 2002 | Cyber Trance Presents Ayu Trance 2                    | JP3 Platin · (15 Wo.)JP | Erstveröffentlichung: 26. September 2002 Verkäufe JP: + 237.781 Cyber Trance                                |
| 2003 | RMX Works from Ayu-mi-x 5 Non-Stop Mega Mix           | JP18 Gold · (8 Wo.)JP | Erstveröffentlichung: 25. September 2003 Verkäufe JP: + 100.000 RMX Works Non-Stop Mega Mix                 |
| 2003 | RMX Works from Cyber Trance Presents Ayu Trance 3     | JP14 Gold · (8 Wo.)JP | Erstveröffentlichung: 25. September 2003 Verkäufe JP: + 100.000 RMX Works                                   |
| 2003 | RMX Works from Super Eurobeat Presents Ayu-ro Mix 3   | JP13 Gold · (9 Wo.)JP | Erstveröffentlichung: 25. September 2003 Verkäufe JP: + 100.000 RMX Works Super Eurobeat                    |
| 2004 | Ayumi Hamasaki Songs Meets China Princess Orchestra   | — | Erstveröffentlichung: 29. September 2004 Verkäufe JP: + 43.201 Orchester-Album mit China Princess Orchestra |
| 2005 | My Story Classical                                    | JP4 Gold · (9 Wo.)JP | Erstveröffentlichung: 24. März 2005 Verkäufe JP: + 100.000 Orchester-Album mit Lamoureux Orchestra          |
| 2008 | Ayu-mi-x 6: Gold                                      | JP6 (7 Wo.)JP | Erstveröffentlichung: 26. März 2008 Verkäufe JP: + 45.786 RMX Works                                         |
| 2008 | Ayu-mi-x 6: Silver                                    | JP8 (6 Wo.)JP | Erstveröffentlichung: 26. März 2008 Verkäufe JP: + 42.799 RMX Works                                         |
| 2011 | Ayu-mi-x 7 Version House                              | JP7 (6 Wo.)JP | Erstveröffentlichung: 20. April 2011 Verkäufe JP: + 19.651                                                  |
| 2011 | Ayu-mi-x 7 Version Acoustic Orchestra                 | JP5 (5 Wo.)JP | Erstveröffentlichung: 20. April 2011 Verkäufe JP: + 18.687                                                  |
| 2011 | Ayu-mi-x 7 Presents Ayu Trance 4                      | JP6 (5 Wo.)JP | Erstveröffentlichung: 20. April 2011 Verkäufe JP: + 18.672                                                  |
| 2011 | Ayu-mi-x 7 Presents Ayu-ro Mix 4                      | JP4 (7 Wo.)JP | Erstveröffentlichung: 20. April 2011 Verkäufe JP: + 20.161                                                  |
| 2011 | Ayu-mi-x 7: Limited Complete Box Set                  | — | Erstveröffentlichung: 20. April 2011 Boxset mit allen Ayu-mi-x 7 Alben                                      |
| 2013 | A Classical                                           | JP1 (7 Wo.)JP | Erstveröffentlichung: 8. Januar 2013 Verkäufe JP: + 33.017 Orchester-Album                                  |
| 2014 | EDMA                                                  | — | Erstveröffentlichung: 18. Juni 2014 Digitales Non-Stop Mix Album                                            |
| 2015 | Love Classics                                         | JP16 (4 Wo.)JP | Erstveröffentlichung: 28. Januar 2015 Verkäufe JP: + 8.272 Orchester-Album                                  |
| 2015 | Winter Diary: A7 Classical                            | JP11 (4 Wo.)JP | Erstveröffentlichung: 23. Dezember 2015 Verkäufe JP: + 10.660 Orchester-Album                               |
| 2018 | Trouble (Instrumental / Acapella)                     | — | Erstveröffentlichung: 20. August 2018                                                                       |
| 2021 | Cyber Trance Presents Ayu Trance -Complete Edition-   | — | Erstveröffentlichung: 8. Oktober 2021                                                                       |
| 2021 | Cyber Trance Presents Ayu Trance 2 -Complete Edition- | — | Erstveröffentlichung: 17. November 2021                                                                     |

#### Remix-EPs
| Jahr | Titel                                            | Höchstplatzierung, Gesamtwochen, AuszeichnungChartsChartplatzierungen (Jahr, Titel, Platzierungen, Wochen, Auszeichnungen, Anmerkungen) | Anmerkungen                                                   |
| Jahr | Titel                                            | JP | Anmerkungen                                                   |
| ---- | ------------------------------------------------ | --- | ------------------------------------------------------------- |
| 2000 | The Other Side One: Hex Hector                   | — | Erstveröffentlichung: 6. Dezember 2000 Verkäufe JP: + 10.000  |
| 2001 | The Other Side Two: Junior Vasquez               | — | Erstveröffentlichung: 31. Januar 2001 Verkäufe JP: + 54.000   |
| 2001 | The Other Side Three: Thunderpuss, Soul Solution | — | Erstveröffentlichung: 31. Januar 2001 Verkäufe JP: + 50.000   |
| 2001 | The Other Side Four: System F, Vincent De Moor   | — | Erstveröffentlichung: 31. Januar 2001 Verkäufe JP: + 54.000   |
| 2001 | Excerpts from Ayu-mi-x III: 001                  | — | Erstveröffentlichung: 21. November 2001 Verkäufe JP: + 21.000 |
| 2001 | Excerpts from Ayu-mi-x III: 002                  | — | Erstveröffentlichung: 14. Dezember 2001 Verkäufe JP: + 18.000 |
| 2001 | Excerpts from Ayu-mi-x III: 003                  | — | Erstveröffentlichung: 14. Dezember 2001 Verkäufe JP: + 17.000 |
| 2001 | Excerpts from Ayu-mi-x III: 004                  | — | Erstveröffentlichung: 14. Dezember 2001 Verkäufe JP: + 17.000 |
| 2001 | Excerpts from Ayu-mi-x III: 005                  | — | Erstveröffentlichung: 27. Dezember 2001 Verkäufe JP: + 16.000 |
| 2001 | Excerpts from Ayu-mi-x III: 006                  | — | Erstveröffentlichung: 27. Dezember 2001 Verkäufe JP: + 16.000 |

### EPs
| Jahr | Titel                | Höchstplatzierung, Gesamtwochen, AuszeichnungChartsChartplatzierungen (Jahr, Titel, Platzierungen, Wochen, Auszeichnungen, Anmerkungen) | Anmerkungen                                                      |
| Jahr | Titel                | JP | Anmerkungen                                                      |
| ---- | -------------------- | --- | ---------------------------------------------------------------- |
| 1995 | Nothing from Nothing | — | Erstveröffentlichung: 1. Dezember 1995                           |
| 2003 | Memorial Address     | JP1 Diamant · (48 Wo.)JP | Erstveröffentlichung: 17. Dezember 2003 Verkäufe JP: + 1.062.297 |
| 2011 | Five                 | JP1 Gold · (20 Wo.)JP | Erstveröffentlichung: 31. August 2011 Verkäufe JP: + 214.182     |
| 2012 | Love                 | JP4 Gold · (12 Wo.)JP | Erstveröffentlichung: 8. November 2012 Verkäufe JP: + 100.000    |
| 2012 | Again                | JP7 (10 Wo.)JP | Erstveröffentlichung: 8. Dezember 2012 Verkäufe JP: + 53.913     |
| 2015 | Sixxxxxx             | JP2 (11 Wo.)JP | Erstveröffentlichung: 5. August 2015 Verkäufe JP: + 44.140       |
| 2018 | Trouble              | JP3 (13 Wo.)JP | Erstveröffentlichung: 15. August 2018 Verkäufe JP: + 32.158      |

## Singles

### Als Leadmusikerin
| Jahr | Titel Album                                                       | Höchstplatzierung, Gesamtwochen, AuszeichnungChartsChartplatzierungen (Jahr, Titel, Album, Platzierungen, Wochen, Auszeichnungen, Anmerkungen) | Anmerkungen |
| Jahr | Titel Album                                                       | JP | Anmerkungen |
| ---- | ----------------------------------------------------------------- | --- | --- |
| 1998 | Poker Face A Song for ××                                          | JP20 (6 Wo.)JP | Erstveröffentlichung: 8. April 1998 Verkäufe JP: + 43.150                                                                                        |
| 1998 | You A Song for ××                                                 | JP20 (10 Wo.)JP | Erstveröffentlichung: 10. Juni 1998 Verkäufe JP: + 78.260                                                                                        |
| 1998 | Trust A Song for ××                                               | JP9 Gold · (10 Wo.)JP | Erstveröffentlichung: 5. August 1998 Verkäufe JP: + 181.820                                                                                      |
| 1998 | For My Dear… A Song for ××                                        | JP9 (7 Wo.)JP | Erstveröffentlichung: 7. Oktober 1998 Verkäufe JP: + 74.440                                                                                      |
| 1998 | Depend on You A Song for ××                                       | JP6 Gold · (9 Wo.)JP | Erstveröffentlichung: 9. Dezember 1998 Verkäufe JP: + 131.460                                                                                    |
| 1999 | Whatever Loveppears                                               | JP5 Gold · (9 Wo.)JP | Erstveröffentlichung: 10. Februar 1999 Verkäufe JP: + 189.610                                                                                    |
| 1999 | Love: Destiny Loveppears                                          | JP1 Platin · (26 Wo.)JP | Erstveröffentlichung: 14. April 1999 Verkäufe JP: + 650.790                                                                                      |
| 1999 | To Be Loveppears                                                  | JP4 Platin · (15 Wo.)JP | Erstveröffentlichung: 12. Mai 1999 Verkäufe JP: + 324.500                                                                                        |
| 1999 | Boys & Girls Loveppears                                           | JP1 ×2Doppelplatin · (17 Wo.)JP | Erstveröffentlichung: 14. Juli 1999 Verkäufe JP: + 1.037.950                                                                                     |
| 1999 | A Loveppears                                                      | JP1 ×4Vierfachplatin · (18 Wo.)JP | Erstveröffentlichung: 11. August 1999 Verkäufe JP: + 1.670.000                                                                                   |
| 1999 | Appears Loveppears                                                | JP2 Gold · (3 Wo.)JP | Erstveröffentlichung: 10. November 1999 Verkäufe JP: + 290.550 auf 300.000 Stück limitiert                                                       |
| 1999 | Kanariya Loveppears                                               | JP1 Gold · (6 Wo.)JP | Erstveröffentlichung: 8. Dezember 1999 Verkäufe JP: + 289.200 auf 300.000 Stück limitiert                                                        |
| 2000 | Fly High Loveppears                                               | JP3 Gold · (4 Wo.)JP | Erstveröffentlichung: 9. Februar 2000 Verkäufe JP: + 299.540 auf 300.000 Stück limitiert                                                         |
| 2000 | Vogue Duty                                                        | JP3 ×2Doppelplatin · (17 Wo.)JP | Erstveröffentlichung: 26. April 2000 Verkäufe JP: + 767.660                                                                                      |
| 2000 | Far Away Duty                                                     | JP2 Platin · (13 Wo.)JP | Erstveröffentlichung: 17. Mai 2000 Verkäufe JP: + 510.460                                                                                        |
| 2000 | Seasons Duty                                                      | JP1 ×3Dreifachplatin + Platin (Digital) · (21 Wo.)JP                                                                                           | Erstveröffentlichung: 7. Juni 2000 · Verkäufe JP: + 1.367.400 · + JP: Gold (Streaming)                                                           |
| 2000 | Surreal Duty                                                      | JP1 Platin · (7 Wo.)JP | Erstveröffentlichung: 27. September 2000 Verkäufe JP: + 417.210 auf 500.000 Stück limitiert                                                      |
| 2000 | Audience Duty                                                     | JP2 Gold · (8 Wo.)JP | Erstveröffentlichung: 1. November 2000 Verkäufe JP: + 292.950 auf 300.000 Stück limitiert                                                        |
| 2000 | M I Am...                                                         | JP1 ×3Dreifachplatin + Platin (Digital) · (18 Wo.)JP                                                                                           | Erstveröffentlichung: 13. Dezember 2000 · Verkäufe JP: + 1.319.070 · + JP: Gold (Streaming)                                                      |
| 2001 | Evolution I Am...                                                 | JP1 ×2Doppelplatin + Gold (Digital) · (17 Wo.)JP                                                                                               | Erstveröffentlichung: 31. Januar 2001 Verkäufe JP: + 955.250                                                                                     |
| 2001 | Never Ever I Am...                                                | JP1 ×2Doppelplatin · (12 Wo.)JP | Erstveröffentlichung: 7. März 2001 Verkäufe JP: + 756.980                                                                                        |
| 2001 | Endless Sorrow I Am...                                            | JP1 ×2Doppelplatin · (11 Wo.)JP | Erstveröffentlichung: 16. Mai 2001 Verkäufe JP: + 768.510                                                                                        |
| 2001 | Unite! I Am...                                                    | JP1 Platin · (10 Wo.)JP | Erstveröffentlichung: 11. Juli 2001 Verkäufe JP: + 571.110                                                                                       |
| 2001 | Dearest I Am...                                                   | JP1 ×2Doppelplatin + Gold (Digital) · (17 Wo.)JP                                                                                               | Erstveröffentlichung: 27. September 2001 Verkäufe JP: + 750.420                                                                                  |
| 2002 | Daybreak I Am...                                                  | JP2 Gold · (9 Wo.)JP | Erstveröffentlichung: 6. März 2002 Verkäufe JP: + 197.140 auf 300.000 Stück limitiert                                                            |
| 2002 | Free & Easy Rainbow                                               | JP1 Platin · (9 Wo.)JP | Erstveröffentlichung: 24. April 2002 Verkäufe JP: + 486.520                                                                                      |
| 2002 | H Rainbow                                                         | JP1 Diamant · (25 Wo.)JP | Erstveröffentlichung: 24. Juli 2002 Verkäufe JP: + 1.012.544                                                                                     |
| 2002 | Voyage Rainbow                                                    | JP1 ×3Dreifachplatin + Platin (Digital) · (21 Wo.)JP                                                                                           | Erstveröffentlichung: 26. September 2002 · Verkäufe JP: + 1.000.000 · + JP: Gold (Streaming)                                                     |
| 2003 | & Memorial Address                                                | JP1 ×2Doppelplatin + Gold (Digital) · (16 Wo.)JP                                                                                               | Erstveröffentlichung: 9. Juli 2003 Verkäufe JP: + 600.000                                                                                        |
| 2003 | Forgiveness Memorial Address                                      | JP1 Platin · (12 Wo.)JP | Erstveröffentlichung: 20. August 2003 Verkäufe JP: + 250.000                                                                                     |
| 2003 | No Way to Say Memorial Address                                    | JP1 Platin + Gold (Digital) · (15 Wo.)JP | Erstveröffentlichung: 6. November 2003 Verkäufe JP: + 371.171                                                                                    |
| 2004 | Moments My Story                                                  | JP1 Platin + Gold (Digital) · (21 Wo.)JP | Erstveröffentlichung: 31. März 2004 · Verkäufe JP: + 850.000 · + JP: ×2Doppelplatin (Klingelton)                                                 |
| 2004 | Inspire My Story                                                  | JP1 ×3Platin + Dreifachplatin (Klingelton) · (15 Wo.)JP                                                                                        | Erstveröffentlichung: 28. Juli 2004 Verkäufe JP: + 1.000.000                                                                                     |
| 2004 | Carols My Story                                                   | JP1 Platin + Diamant (Klingelton) · (15 Wo.)JP                                                                                                 | Erstveröffentlichung: 29. September 2004 Verkäufe JP: + 1.250.000                                                                                |
| 2005 | Step You / Is This Love? (Miss)understood                         | JP1 Platin + Gold (Mobile Downloads) · (19 Wo.)JP                                                                                              | Erstveröffentlichung: 20. April 2005 · Verkäufe JP: + 1.100.000 · + JP: ×3Dreifachplatin (Klingelton)                                            |
| 2005 | Fairyland (Miss)understood                                        | JP1 Platin + Gold (Mobile Downloads) · (13 Wo.)JP                                                                                              | Erstveröffentlichung: 3. August 2005 · Verkäufe JP: + 1.100.000 · + JP: ×3Dreifachplatin (Klingelton)                                            |
| 2005 | Heaven (Miss)understood                                           | JP1 Platin + Diamant (Klingelton) · (18 Wo.)JP                                                                                                 | Erstveröffentlichung: 14. September 2005 · Verkäufe JP: + 1.350.000 · + JP: Gold (Mobile Downloads)                                              |
| 2005 | Bold & Delicious / Pride (Miss)understood                         | JP1 Platin · (9 Wo.)JP | Erstveröffentlichung: 30. November 2005 Verkäufe JP: + 250.000                                                                                   |
| 2006 | Startin’ / Born to Be… Secret                                     | JP1 Platin + Gold (Mobile Downloads) · (16 Wo.)JP                                                                                              | Erstveröffentlichung: 8. März 2006 Verkäufe JP: + 350.000                                                                                        |
| 2006 | Blue Bird Secret                                                  | JP1 Platin + Platin (Digital) · (12 Wo.)JP | Erstveröffentlichung: 21. Juni 2006 · Verkäufe JP: + 1.250.000 · + JP: ×3Dreifachplatin (Klingelton) , + JP: Gold (Streaming)                    |
| 2007 | Glitter / Fated Guilty                                            | JP1 Gold + Platin (Digital) · (11 Wo.)JP | Erstveröffentlichung: 18. Juli 2007 · Verkäufe JP: + 950.000 · + JP: ×2Doppelplatin (Klingelton) , + JP: Gold (Digital Fated)                    |
| 2007 | Talkin’ 2 Myself Guilty                                           | JP1 Gold + Gold (Digital) · (9 Wo.)JP | Erstveröffentlichung: 19. September 2007 Verkäufe JP: + 200.000                                                                                  |
| 2007 | Together When… Guilty                                             | JP— ×3Dreifachplatin (Klingelton) + Platin (Mobile Downloads)JP                                                                                | Erstveröffentlichung: 5. Dezember 2007 Verkäufe JP: + 1.000.000                                                                                  |
| 2008 | Mirrorcle World A Complete                                        | JP1 Platin + Gold (Mobile Downloads) · (15 Wo.)JP                                                                                              | Erstveröffentlichung: 8. April 2008 Verkäufe JP: + 350.000                                                                                       |
| 2008 | Green / Days Next Level                                           | JP1 Gold + Gold (Mobile Downloads) · (14 Wo.)JP                                                                                                | Erstveröffentlichung: 17. Dezember 2008 · Verkäufe JP: + 950.000 · + JP: ×2Doppelplatin (Klingelton Days) , + JP: Platin (Mobile Downloads Days) |
| 2009 | Rule / Sparkle Next Level                                         | JP1 Gold + Platin (Digital) · (9 Wo.)JP | Erstveröffentlichung: 25. Februar 2009 · Verkäufe JP: + 450.000 · + JP: Gold (Mobile Downloads)                                                  |
| 2009 | Sunrise (Love Is All) / Sunset (Love Is All) Rock ’n’ Roll Circus | JP1 ×2Gold + Doppelplatin (Klingelton) · (11 Wo.)JP                                                                                            | Erstveröffentlichung: 12. August 2009 · Verkäufe JP: + 950.000 · + JP: Platin (Mobile Downloads), + JP: Gold (Digital Sunset)                    |
| 2009 | You Were… / Ballad Rock ’n’ Roll Circus                           | JP1 Gold + Platin (Digital) · (13 Wo.)JP | Erstveröffentlichung: 29. Dezember 2009 · Verkäufe JP: + 850.000 · + JP: ×2Doppelplatin (Klingelton)                                             |
| 2010 | Moon / Blossom Love Songs                                         | JP1 Gold + Gold (Mobile Downloads) · (13 Wo.)JP                                                                                                | Erstveröffentlichung: 14. Juli 2010 Verkäufe JP: + 200.000                                                                                       |
| 2010 | Crossroad Love Songs                                              | JP1 Gold + Gold (Digital) · (8 Wo.)JP | Erstveröffentlichung: 22. September 2010 Verkäufe JP: + 200.000                                                                                  |
| 2010 | L Love Songs                                                      | JP1 Gold · (10 Wo.)JP | Erstveröffentlichung: 29. September 2010 Verkäufe JP: + 100.000                                                                                  |
| 2011 | Happening Here A Summer Best                                      | — | Erstveröffentlichung: 21. Dezember 2011 |
| 2012 | How Beautiful You Are Party Queen                                 | JP— Gold (Digital)JP | Erstveröffentlichung: 8. Februar 2012 Verkäufe JP: + 100.000                                                                                     |
| 2013 | Feel the Love / Merry-go-round Colours                            | JP5 (6 Wo.)JP | Erstveröffentlichung: 25. Dezember 2013 Verkäufe JP: + 37.366                                                                                    |
| 2014 | Pray Colours                                                      | — | Erstveröffentlichung: 27. Januar 2014 |
| 2014 | Hello New Me Colours                                              | JP— Gold (Digital)JP | Erstveröffentlichung: 14. Mai 2014 Verkäufe JP: + 100.000                                                                                        |
| 2014 | Terminal Colours                                                  | JP24 (4 Wo.)JP | Erstveröffentlichung: 1. Oktober 2014 Verkäufe JP: + 4.018                                                                                       |
| 2014 | Movin’ On Without You Utada Hikaru no Uta / A One                 | — | Erstveröffentlichung: 9. Dezember 2014 |
| 2014 | Zutto… / Last Minute / Walk A One                                 | JP5 (7 Wo.)JP | Erstveröffentlichung: 24. Dezember 2014 Verkäufe JP: + 35.550                                                                                    |
| 2015 | Step by Step Sixxxxxx                                             | — | Erstveröffentlichung: 1. Juli 2015 |
| 2016 | We Are the Queens Trouble                                         | — | Erstveröffentlichung: 30. September 2016 |
| 2020 | Ohia no Ki (オヒアの木) Ohia Tree Remember you                    | — | Erstveröffentlichung: 5. Juli 2020 Verkäufe JP: + 11.000                                                                                         |
| 2020 | Dreamed a Dream Remember you                                      | — | Erstveröffentlichung: 31. Juli 2020 Verkäufe JP: + 5.000                                                                                         |
| 2021 | 23rd Monster Remember you                                         | — | Erstveröffentlichung: 8. April 2021 Verkäufe JP: + 3.000                                                                                         |
| 2022 | Nonfiction Remember you                                           | — | Erstveröffentlichung: 2022 Verkäufe JP: + 4.000                                                                                                  |
| 2022 | Summer Again Remember you                                         | — | Erstveröffentlichung: 2022 Verkäufe JP: + 3.000                                                                                                  |
| 2022 | Mask Remember you                                                 | — | Erstveröffentlichung: 2022 Verkäufe JP: + 3.000                                                                                                  |
| 2024 | Jidai ("Era") –                                                   | — | Erstveröffentlichung: 2024 Verkäufe JP: + 2.000                                                                                                  |
| 2024 | Bye-Bye –                                                         | — | Erstveröffentlichung: 2024 Verkäufe JP: + 2.000                                                                                                  |
| 2024 | Aurora –                                                          | — | Erstveröffentlichung: 2024 Verkäufe JP: + 2.000                                                                                                  |

### Als Gastmusikerin
| Jahr | Titel Album                                                                              | Höchstplatzierung, Gesamtwochen, AuszeichnungChartsChartplatzierungen (Jahr, Titel, Album, Platzierungen, Wochen, Auszeichnungen, Anmerkungen) | Anmerkungen                                                                                |
| Jahr | Titel Album                                                                              | JP | Anmerkungen                                                                                |
| ---- | ---------------------------------------------------------------------------------------- | --- | ------------------------------------------------------------------------------------------ |
| 1995 | Nothing from Nothing                                                                     | — | Erstveröffentlichung: 21. September 1995 mit Dohzi-T and DJ Bass                           |
| 2001 | A Song Is Born Song Nation / I Am...                                                     | JP1 Platin · (10 Wo.)JP | Erstveröffentlichung: 12. Dezember 2001 Verkäufe JP: + 441.410 Wohltätige Single mit Keiko |
| 2010 | Dream On –                                                                               | JP1 (6 Wo.)JP | Erstveröffentlichung: 12. Dezember 2001 Verkäufe JP: + 47.635 mit Urata Naoya              |
| 2014 | Ashita Waratteirareru Yō ni (明日笑っていられるように, "To Be Able to Laugh Tomorrow") – | JP97 (1 Wo.)JP | Erstveröffentlichung: 12. Dezember 2001 Verkäufe JP: + 900 mit Tokyo Purin                 |

### Deutsche Veröffentlichungen
| Jahr | Titel Album     | Höchstplatzierung, Gesamtwochen, AuszeichnungChartsChartplatzierungen (Jahr, Titel, Album, Platzierungen, Wochen, Auszeichnungen, Anmerkungen) | Anmerkungen                                     |
| Jahr | Titel Album     | DE | Anmerkungen                                     |
| ---- | --------------- | --- | ----------------------------------------------- |
| 2001 | Connected –     | DE89 (1 Wo.)DE | Erstveröffentlichung: 7. April 2003 als Ayu     |
| 2003 | M –             | — | Erstveröffentlichung: 27. Oktober 2003 als Ayu  |
| 2004 | Depend on You – | — | Erstveröffentlichung: 8. März 2004 als Ayu      |
| 2004 | Naturally –     | — | Erstveröffentlichung: 18. Oktober 2004 als Ayu  |
| 2005 | Appears –       | — | Erstveröffentlichung: 18. April 2005 als Ayu    |
| 2005 | Unite! –        | — | Erstveröffentlichung: 17. November 2005 als Ayu |

Connected war mit Platz 89 in den Single-Charts seinerzeit das erfolgreichste J-Pop-Lied aller Zeiten in Deutschland, bis die Musikgruppe Shanadoo im Jahre 2006 mit ihrem Hit „King Kong“ auf #15 der Single-Charts debütierten. In den wöchentlichen Tanzhallen-Charts belegte die Single sogar Platz 20. Nur auf Connected ist auch die japanische Originalversion enthalten. Da Avex Trax die Rechte für die Originallieder außerhalb von Asien nicht freigibt, erschienen ihre Lieder dort nur als Remix-Versionen.
Weitere Lieder
- 1999: A Song for ×× (JP: Gold (Digital))
- 2000: Teddy Bear (JP: Gold (Digital))
- 2003: Memorial Address (JP: Gold (Digital))
- 2006: Momentum (JP: Gold (Digital))
- 2006: Jewel (JP: Platin (Mobile Downloads), JP: ×3Dreifachplatin (Klingelton) )
- 2007: Part of Me (JP: Gold (Mobile Downloads))
- 2008: Who... (JP: Platin (Digital))
- 2008: My All (JP: Gold (Mobile Downloads))
- 2009: Next Level (JP: Gold (Digital))
- 2010: Love Song (JP: Gold (Mobile Downloads))
- 2010: Virgin Road (JP: Gold (Mobile Downloads))
- 2011: Progress (JP: Platin (Digital))
- 2012: Song 4 U (JP: Gold (Digital))
- 2012: You & Me (JP: Gold (Digital))

## Videoalben und Musikvideos

### Videoalben
| Jahr | Titel | Höchstplatzierung, Gesamtwochen, AuszeichnungChartsChartplatzierungen (Jahr, Titel, Platzierungen, Wochen, Auszeichnungen, Anmerkungen) | Anmerkungen |
| Jahr | Titel | JP | Anmerkungen |
| ---- | --- | --- | --- |
| 1999 | A Film for ×× | — | Erstveröffentlichung: 15. September 1999 Verkäufe JP: + 20.000 Videokompilation zur A Song for ××-Ära              |
| 2000 | A Clips | — | Erstveröffentlichung: 23. Februar 2000 Verkäufe JP: + 10.000 Videokompilation zur Loveppears-Ära                   |
| 2000 | Hamasaki Ayumi | JP2 (60 Wo.)JP | Erstveröffentlichung: 29. März 2000 Verkäufe JP: + 140.000 Videokompilation zu Singles mit Werbefilmen             |
| 2000 | Vogue Far Away Seasons | JP1 (17 Wo.)JP | Erstveröffentlichung: 12. Juli 2000 Verkäufe JP: + 110.000 Videokompilation zu drei Singles                        |
| 2000 | Ayumi Hamasaki Concert Tour 2000 A Vol. 1 | JP1 (27 Wo.)JP | Erstveröffentlichung: 27. September 2000 Verkäufe JP: + 93.000                                                     |
| 2000 | Ayumi Hamasaki Concert Tour 2000 A Vol. 2 | JP2 (29 Wo.)JP | Erstveröffentlichung: 27. September 2000 Verkäufe JP: + 99.000                                                     |
| 2000 | Surreal | JP3 (10 Wo.)JP | Erstveröffentlichung: 13. Dezember 2000 Verkäufe JP: + 93.000 Videoveröffentlichung zur Single Surreal             |
| 2001 | M | JP1 (12 Wo.)JP | Erstveröffentlichung: 7. Februar 2001 Verkäufe JP: + 91.000 Videoveröffentlichung zur Single M                     |
| 2001 | Evolution | JP1 (8 Wo.)JP | Erstveröffentlichung: 13. Juni 2001 Videoveröffentlichung zur Single Evolution                                     |
| 2001 | Ayumi Hamasaki Countdown Live 2000–2001 A | JP3 Gold · (20 Wo.)JP | Erstveröffentlichung: 20. Juni 2001 Verkäufe JP: + 138.000                                                         |
| 2001 | Ayumi Hamasaki Dome Tour 2001 A | JP2 Gold · (10 Wo.)JP | Erstveröffentlichung: 12. Dezember 2001 Verkäufe JP: + 132.554                                                     |
| 2002 | A Clips Vol. 2 | JP2 Gold · (13 Wo.)JP | Erstveröffentlichung: 13. März 2002 Verkäufe JP: + 89.000 Videokompilation                                         |
| 2002 | The Moon Sets | JP1 Gold · (13 Wo.)JP | Erstveröffentlichung: 13. November 2002 Verkäufe JP: + 100.000                                                     |
| 2003 | Countdown Live 2001–2002 A | — | Erstveröffentlichung: 29. Januar 2003 nur in der Complete Live Box A                                               |
| 2003 | Countdown Live 2002–2003 A | — | Erstveröffentlichung: 29. Januar 2003 nur in der Complete Live Box A                                               |
| 2003 | Ayumi Hamasaki Arena Tour 2002 A | JP2 (7 Wo.)JP | Erstveröffentlichung: 29. Januar 2003 Verkäufe JP: + 6.583 auch in der Complete Live Box A                         |
| 2003 | Ayumi Hamasaki Stadium Tour 2002 A | JP13 (11 Wo.)JP | Erstveröffentlichung: 29. Januar 2003 Verkäufe JP: + 14.306 auch in der Complete Live Box A                        |
| 2003 | Complete Live Box A | JP5 Gold · (29 Wo.)JP | Erstveröffentlichung: 29. Januar 2003 Verkäufe JP: + 100.000 vier Konzerte auf vier DVDs                           |
| 2004 | A Museum: 30th Single Collection Live | JP3 Gold · (34 Wo.)JP | Erstveröffentlichung: 25. Februar 2004 Verkäufe JP: + 101.294 Thema: 30th Single Collection Live                   |
| 2004 | Complete Clip Box | — | Erstveröffentlichung: 25. Februar 2004 Verkäufe JP: + 64.000 Videokompilation zu den Musikvideos aus 1998 bis 2003 |
| 2004 | Ayumi Hamasaki Arena Tour 2003–2004 A | JP6 (19 Wo.)JP | Erstveröffentlichung: 29. September 2004 Verkäufe JP: + 69.829                                                     |
| 2005 | Ayumi Hamasaki Countdown Live 2004–2005 A | JP3 (25 Wo.)JP | Erstveröffentlichung: 2. März 2005 Verkäufe JP: + 66.674                                                           |
| 2005 | Ayumi Hamasaki Arena Tour 2005 A | JP5 Gold · (24 Wo.)JP | Erstveröffentlichung: 24. August 2005 Verkäufe JP: + 100.000 Thema: My Story                                       |
| 2006 | Ayumi Hamasaki Countdown Live 2005–2006 A | JP3 (24 Wo.)JP | Erstveröffentlichung: 23. März 2006 Verkäufe JP: + 58.741                                                          |
| 2006 | Ayumi Hamasaki Arena Tour 2006 A | JP2 Gold · (18 Wo.)JP | Erstveröffentlichung: 1. November 2006 Verkäufe JP: + 100.000 Thema: (Miss)understood                              |
| 2007 | Best of Countdown Live 2006–2007 A | — | Erstveröffentlichung: 28. Februar 2007 nur in der A Best 2: White (CD+2DVD) Version                                |
| 2008 | Ayumi Hamasaki Asia Tour 2007 A | JP3 (20 Wo.)JP | Erstveröffentlichung: 12. März 2008 Verkäufe JP: + 76.225 Thema: Tour of Secret                                    |
| 2008 | Ayumi Hamasaki Countdown Live 2007–2008 Anniversary | JP2 (20 Wo.)JP | Erstveröffentlichung: 18. Juni 2008 Verkäufe JP: + 78.215 Thema: 10th Anniversary                                  |
| 2009 | Ayumi Hamasaki Asia Tour 2008 A | JP4 (20 Wo.)JP | Erstveröffentlichung: 28. Januar 2009 Verkäufe JP: + 76.032 Thema: 10th Anniversary                                |
| 2009 | Ayumi Hamasaki Premium Countdown Live 2008–2009 A | JP1 (23 Wo.)JP | Erstveröffentlichung: 13. Mai 2009 Verkäufe JP: + 69.120                                                           |
| 2010 | Ayumi Hamasaki Arena Tour 2009 | JP2 (14 Wo.)JP | Erstveröffentlichung: 14. April 2010 Verkäufe JP: + 86.398 Thema: Next Level                                       |
| 2010 | Ayumi Hamasaki Countdown Live 2009–2010 A | JP2 (15 Wo.)JP | Erstveröffentlichung: 14. Juli 2010 Verkäufe JP: + 56.544 Thema: Future Classics                                   |
| 2011 | Ayumi Hamasaki Rock ’n’ Roll Circus Tour Final | JP3 (18 Wo.)JP | Erstveröffentlichung: 20. April 2011 Verkäufe JP: + 54.180 Thema: 7 Days Special                                   |
| 2011 | A 50 Singles: Live Selection | JP4 (33 Wo.)JP | Erstveröffentlichung: 20. April 2011 Verkäufe JP: + 69.619 50 Auftritte von Konzerten auf einer DVD                |
| 2011 | Ayumi Hamasaki Countdown Live 2010–2011 | JP1 (10 Wo.)JP | Erstveröffentlichung: 24. August 2011 Verkäufe JP: + 39.604 Thema: Do It Again                                     |
| 2011 | Five | — | Erstveröffentlichung: 9. November 2011 Verkäufe JP: + 687                                                          |
| 2012 | A Clip Box 1998–2011 | JP14 (4 Wo.)JP | Erstveröffentlichung: 1. Januar 2012 Verkäufe JP: + 16.408 alle Musikvideos in einer Box                           |
| 2012 | Ayumi Hamasaki Power of Music: 2011 A Limited Edition | JP8 (12 Wo.)JP | Erstveröffentlichung: 21. März 2012 Verkäufe JP: + 26.290 Thema: Kraft der Musik                                   |
| 2013 | Ayumi Hamasaki Arena Tour 2012 A: Hotel Love Songs | JP6 (9 Wo.)JP | Erstveröffentlichung: 8. März 2013 Verkäufe JP: + 37.858                                                           |
| 2013 | Ayumi Hamasaki Countdown Live 2012–2013 A: Wake Up | JP2 (10 Wo.)JP | Erstveröffentlichung: 8. April 2013 Verkäufe JP: + 24.799                                                          |
| 2013 | Ayumi Hamasaki 15th Anniversary Tour: A Best Live | JP3 (11 Wo.)JP | Erstveröffentlichung: 30. Oktober 2013 Verkäufe JP: + 40.401 Jubiläum des 15-jährigen Bühnenbestehens              |
| 2014 | Ayumi Hamasaki Countdown Live 2013–2014 A | JP2 (11 Wo.)JP | Erstveröffentlichung: 30. April 2014 Verkäufe JP: + 21.348                                                         |
| 2014 | Ayumi Hamasaki Premium Showcase: Feel the Love | JP3 (6 Wo.)JP | Erstveröffentlichung: 22. Oktober 2014 Verkäufe JP: + 16.492                                                       |
| 2015 | Ayumi Hamasaki Countdown Live 2014–2015 A Cirque de Minuit: Mayonaka Circus (Ayumi Hamasaki Countdown Live 2014–2015 A Cirque de Minuit ~真夜中のサーカス~)   | JP1 (10 Wo.)JP | Erstveröffentlichung: 8. April 2015 Verkäufe JP: + 11.573                                                          |
| 2015 | Ayumi Hamasaki Arena Tour 2015 A Cirque de Minuit: Mayonaka Circus The Final (Ayumi Hamasaki Arena Tour 2015 A Cirque de Minuit ~真夜中のサーカス~ The Final) | JP1 (10 Wo.)JP | Erstveröffentlichung: 28. Oktober 2015 Verkäufe JP: + 21.213                                                       |
| 2016 | Ayumi Hamasaki Arena Tour 2016 A: M(a)de in Japan | JP5 (9 Wo.)JP | Erstveröffentlichung: 21. Dezember 2016 Verkäufe JP: + 20.000                                                      |
| 2019 | Ayumi Hamasaki 21st Anniversary: Power of A^3 | JP2 (10 Wo.)JP | Erstveröffentlichung: 4. September 2019 Verkäufe JP: + 10.000                                                      |
| 2020 | Countdown Live 2019–2020: Promised Land A | JP6 (6 Wo.)JP | Erstveröffentlichung: 26. August 2020                                                                              |
| 2020 | Best Live Box A | — | Erstveröffentlichung: 25. Dezember 2020                                                                            |
| 2021 | Trouble Tour 2020 A: Saigo no Trouble – Final | JP4 (8 Wo.)JP | Erstveröffentlichung: 27. Januar 2021                                                                              |
| 2021 | Ayumi Hamasaki Music for Life ～return～ | — | Erstveröffentlichung: 8. September 2021                                                                            |
| 2022 | Ayumi Hamasaki Asia Tour ～24th Anniversary special @PIA ARENA MM～                                                                                           | JP1 (9 Wo.)JP | Erstveröffentlichung: 17. August 2022                                                                              |
| 2023 | Ayumi Hamasaki 25th Anniversary Live | JP4 (21 Wo.)JP | Erstveröffentlichung: 1. Juli 2023                                                                                 |
| 2024 | Ayumi Hamasaki Countdown Live 2023-2024 A ～A Complete 25～                                                                                                   | JP5 (6 Wo.)JP | Erstveröffentlichung: 2. Oktober 2024                                                                              |

### Musikvideos
1. Poker Face
2. You
3. Trust
4. For My Dear…
5. Depend on You
6. Whatever
7. Love: Destiny
8. To Be
9. Boys & Girls
10. Appears
11. Kanariya
12. Fly High
13. Vogue
14. Far Away
15. Seasons
16. Surreal
17. M
18. Evolution
19. Endless Sorrow
20. Dearest
21. Connected
22. Daybreak
23. Free & Easy
24. Voyage
25. Real Me
26. Rainbow
27. Ourselves
28. Grateful Days
29. Hanabi: Episode II
30. Forgiveness
31. No Way to Say
32. Angel’s Song
33. Because of You
34. Moments
35. Inspire
36. Game
37. Carols
38. About You
39. Humming 7/4
40. Walking Proud
41. Step You
42. Is This Love?
43. My Name’s Women
44. Fairyland
45. Alterna
46. Heaven
47. Bold & Delicious
48. Pride
49. Rainy Day
50. Ladies Night
51. Startin’
52. Born to Be…
53. Blue Bird
54. Beautiful Fighters
55. 1 Love
56. Jewel
57. Momentum
58. Part of Me
59. Glitter
60. Fated
61. Talkin’ 2 Myself
62. Decision
63. Together When…
64. Marionette
65. (Don’t) Leave Me Alone
66. Mirrorcle World
67. Green
68. Days
69. Rule
70. Sparkle
71. Next Level
72. Curtain Call
73. Sunrise: Love Is All
74. Sunset: Love Is All
75. You Were…
76. Ballad
77. Microphone
78. Sexy Little Things
79. Don’t Look Back
80. Lady Dynamite
81. Moon
82. Blossom
83. Crossroad
84. Sweet Season
85. Virgin Road
86. Do It Again
87. Love Song
88. Last Angel
89. Beloved
90. Progress
91. Brillante
92. How Beautiful You Are
93. Return Road
94. Shake It
95. Nanana
96. You & Me
97. Song 4 U
98. Missing
99. Wake Me Up
100. Snowy Kiss
101. Sweet Scar
102. Melody
103. Feel the Love
104. XOXO
105. Angel
106. Lelio
107. Zutto…
108. Last Minute
109. The Gift
110. Warning
111. Step by Step
112. Summer Diary
113. Winter Diary
114. Flower
115. Mad World
116. Ohia no Ki
117. Dreamed a Dream
118. Haru yo, Koi
119. 23rd Monster
120. Nonfiction
121. Summer Again
122. Mask

- Zusammenarbeiten

1. Dream On (mit Urata Naoya)
2. Why… (mit Juno)
3. Another Song (mit Urata Naoya)
4. Merry-Go-Round (mit M-Flo)
5. Sayonara (mit Spexial)

- Alternative Versionen

1. Powder Snow (Kurzvideo)
2. Vogue (Remixvideo)
3. M (Above & Beyond Remix)
4. Never Ever (Kurzvideo)
5. Unite! (Kurzvideo oder auch Werbung)
6. Dearest (Acoustic Piano Version)
7. I Am… (Kurzvideo)
8. Free & Easy (Remixvideo)
9. Hanabi (Remixvideo)
10. Bold & Delicious (Side Story: Album Version)
11. Blossom (Director’s Cut)
12. Sweet Season (Alternative Version)
13. Feel the Love („Ayupan x Bloody Bunny“ Ver.)
14. Merry-Go-Round (Appearance by Verbal Ver.)

## Lieder
- Vor-Debüt

1. Nothing from Nothing
2. Paper Doll
3. Limit
4. Gut It-pez

- Debüt

1. Poker Face
2. Friend
3. You
4. Trust
5. For My Dear…
6. Depend on You
7. Two of Us
8. A Song for ××
9. Hana
10. Friend II
11. Wishing
12. As If…
13. Powder Snow
14. Signal
15. From Your Letter
16. Present
17. Whatever
18. Love: Destiny
19. To Be
20. Boys & Girls
21. Monochrome
22. Too Late
23. Trauma
24. End Roll
25. Fly High
26. And Then
27. Immature
28. P.S II
29. Appears
30. Who…
31. Kanariya
32. Vogue
33. Ever Free
34. Far Away
35. Seasons
36. Duty
37. End of the World
38. Scar
39. Surreal
40. Audience
41. Teddy Bear
42. Key
43. Girlish
44. M
45. Evolution
46. Never Ever
47. Endless Sorrow
48. Unite!
49. Dearest
50. I Am…
51. Connected
52. Naturally
53. Still Alone
54. A Song Is Born
55. No More Words
56. Flower Garden
57. Daybreak
58. Free & Easy
59. Independent
60. July 1st
61. Hanabi
62. Voyage
63. Everlasting Dream
64. We Wish
65. Real Me
66. Heartplace
67. Over
68. Everywhere Nowhere
69. Dolls
70. Close to You
71. + (Plus)
72. Rainbow
73. Ourselves
74. Grateful Days
75. Hanabi: Episode II
76. Theme of A-Nation ’03
77. Forgiveness
78. No Way to Say
79. Angel’s Song
80. Because of You
81. Memorial Address
82. Moments
83. Inspire
84. Game
85. Carols
86. About You
87. My Name’s Women
88. Liar
89. Hope or Pain
90. Happy Ending
91. Walking Proud
92. Honey
93. Replace
94. Winding Road
95. Humming 7/4
96. Step You
97. Is This Love?
98. Fairyland
99. Alterna
100. Heaven
101. Will
102. Bold & Delicious
103. Pride
104. Ladies Night
105. (Miss)understood
106. In the Corner
107. Criminal
108. Beautiful Day
109. Rainy Day
110. Startin’
111. Born to Be
112. Blue Bird
113. Beautiful Fighters
114. Until That Day…
115. 1 Love
116. It was
117. Jewel
118. Momentum
119. Kiss o’ Kill
120. Secret
121. Part of Me
122. Glitter
123. Fated
124. Talkin’ 2 Myself
125. Decision
126. Together When…
127. (Don’t) Leave Me Alone
128. Guilty
129. Marionette
130. My All
131. Untitled: For Her
132. Mirrorcle World
133. Life
134. Days
135. Green
136. Rule
137. Sparkle
138. Next Level
139. Energize
140. Rollin’
141. Identity
142. Love ’n’ Hate
143. Curtain Call
144. Sunrise
145. Sunset
146. You Were…
147. Ballad
148. Red Line: For TA
149. Microphone
150. Count Down
151. Last Links
152. Don’t Look Back
153. Lady Dynamite
154. Sexy Little Things
155. Meaning of Love
156. Moon
157. Blossom
158. Crossroad
159. Virgin Road
160. Sweet Season
161. Last Angel
162. Love Song
163. Sending Mail
164. Like a Doll
165. Thank U
166. Do It Again
167. November
168. Progress
169. Beloved
170. Brillante
171. How Beautiful You Are
172. Party Queen
173. NaNaNa
174. Shake It
175. Call
176. Letter
177. Reminds Me
178. Return Road
179. Tell Me Why
180. The Next Love
181. Eyes, Smoke, Magic
182. You & Me
183. Song 4 U
184. Melody
185. Missing
186. Wake Me Up
187. Snowy Kiss
188. Sweet Scar
189. Ivy
190. Sakura
191. Bye-bye Darling
192. Petal
193. Untitled for Her… Story 2
194. Gloria
195. Tell All
196. Feel the Love
197. Pray
198. XOXO
199. Terminal
200. Angel
201. Lelio
202. Now & 4eva
203. Zutto…
204. Last Minute
205. Walk
206. Warning
207. No Future
208. Anything for You
209. Out of Control
210. Story
211. The Gift
212. The Show Must Go On
213. Step by Step
214. Summer Diary
215. Sorrows
216. Shape of Love
217. Sky High
218. Winter Diary
219. Flower
220. Mad World
221. Breakdown
222. Survivor
223. You Are the Only One
224. Today
225. Mr. Darling
226. Summer Love
227. We Are the Queens
228. Words
229. Æternal
230. W
231. The Way I Am
232. Ohia no Ki (オヒアの木; Ohiabaum)
233. Dreamed a Dream
234. 23rd Monster

- Cover

1. Someday My Prince Will Come (original von Adriana Caselotti)
2. Sotsugyō Shashin (卒業写真; original von Yumi Matsutōya)
3. Teens (original von TRF)
4. Seven Days War (original von TM Network)
5. Happening Here (original von TRF)
6. Movin’ On Without You (original von Utada Hikaru)
7. Many Classic Moments (original von TRF)
8. Haru yo, Koi (春よ, 来い; original von Yumi Matsutōya)

- Zusammenarbeiten

1. A (mit M.C.A.T)
2. Love: Since 1999 (mit Tsunku)
3. A Song Is Born (mit Keiko)
4. Thx a Lot (Teil als A-Nation)
5. Dream On (mit Urata Naoya)
6. Another Song (mit Urata Naoya)
7. Why… (mit Juno)
8. Why… (Hidden Track mit Urata Naoya)
9. Merry-Go-Round (mit M-Flo)
10. My Way (mit M-Flo)
11. What Is Forever Love (mit Urata Naoya)
12. Sayonara (mit Spexial)

- Übergänge

1. Prologue
2. Introduction
3. Interlude
4. Starting Over
5. Opening Run
6. Taskinlude
7. Everlasting Dream
8. Taskinillusion
9. Neverending Dream
10. Catcher in the Light
11. Wonderland
12. Kaleidoscope
13. Tasking
14. Are You Wake Up?
15. Not Yet
16. Labyrinth
17. Taskinst
18. Mirror
19. Marionette: Prelude
20. The Judgment Day
21. Rebirth
22. Bridge to the Sky
23. Load of the Shugyo
24. Pieces of Seven
25. The Introduction
26. Montage
27. Jump!
28. Insomnia
29. Aria
30. Overture
31. Taskebab
32. A Cup of Tea
33. Serenade in a Minor
34. Task ’n’ Bass
35. Glasses
36. A Bell
37. Tasky

## Statistik

### Chartauswertung
|                     | JP     |
| ------------------- | ------ |
| Nummer-eins-Alben   | JP20JP |
| Top-10-Alben        | JP53JP |
| Alben in den Charts | JP58JP |

|                       | JP     | DE    |
| --------------------- | ------ | ----- |
| Nummer-eins-Singles   | JP39JP | DE—DE |
| Top-10-Singles        | JP52JP | DE—DE |
| Singles in den Charts | JP55JP | DE1DE |

|                          | JP     |
| ------------------------ | ------ |
| Nummer-eins-Videoalben   | JP10JP |
| Top-10-Videoalben        | JP43JP |
| Videoalben in den Charts | JP45JP |

### Auszeichnungen für Musikverkäufe
| 7× Goldene Schallplatte - Taiwan - 2002: für das Album I Am… |

Anmerkung: Auszeichnungen in Ländern aus den Charttabellen bzw. Chartboxen sind in ebendiesen zu finden.
| Land/RegionAuszeichnungen für Musikverkäufe (Land/Region, Auszeichnungen, Verkäufe, Quellen) | Gold       | Platin         | Diamant       | Verkäufe   | Quellen            |
| -------------------------------------------------------------------------------------------- | ---------- | -------------- | ------------- | ---------- | ------------------ |
| Japan (RIAJ)                                                                                 | 75× Gold75 | 119× Platin119 | 20× Diamant20 | 65.600.000 | riaj.or.jp JP2 JP3 |
| Taiwan (RIT)                                                                                 | Gold1      | 3× Platin3     | —             | 105.000    | rit.org.tw         |
| Insgesamt                                                                                    | 76× Gold76 | 122× Platin122 | 20× Diamant20 |            |                    |